# El cielo escondido
El cielo escondido es una película coproducción de Argentina y Namibia filmada en colores dirigida por Pablo César sobre su propio guion escrito en colaboración con Liliana Nadal que se estrenó el 18 de agosto de 2016 en Argentina y tuvo como actores principales a Patricio Bedoya, Whilzahn Gelderbloem, Ludwig Karl-Heinz y Pablo Padilla.

## Sinopsis
Un antropólogo argentino  vive en Namibia con integrantes del grupo étnico Damara investigando sobre los posibles orígenes de la humanidad y posteriormente vuelve a su país buscando completar su estudio con la última comunidad afrodescendiente del país. En su camino encuentra un laboratorio y una logia que hacen experimentación bacteriológica con la población negra.

## Reparto
Intervinieron en la película los siguientes intérpretes:
- Patricio Bedoya ...	Alejandro
- Whilzahn Gelderbloem ...	Lavinia
- Ludwig Karl-Heinz ...	Von Sebbotendorf
- Joe Murangi ...	Haze
- Risto Nghambe ...	Nahas
- Pablo Padilla ... Hermes
- Lalo Prette ...	Steven
- Gift Uzera ...	Theo
- Amin Yoma

## Críticas
Pablo Arahuete en el sitio web cinefreaks.net escribió:

”… esta vez no apela tanto al terreno de lo onírico, sino que desarrolla una historia de suspenso…cabe destacar el trabajo de la banda sonora interpretada por el grupo argentino Hyperborei, rica en texturas, coloraturas y canto, funcionales a la atmósfera de viaje iniciático, propuesta desde el primer minuto, y complementarias de la paleta visual que entrega colores vívidos y muy agradables a la vista. Como si la luz o la iluminación intentaran vencer el oscurantismo de las almas extrañas que invaden tierras ajenas”.

## Comentario del director
El director declaró a propósito de este filme que “Evidentemente tenemos mucho que aprender de los pueblos africanos porque ellos fueron los primeros científicos y filósofos de la humanidad, incluso muchísimo antes que los griegos, pero con el tiempo fueron olvidados, vapuleados y puestos en un lugar de degradación. Ahora la ciencia dice lo mismo que ellos dijeron antes con otros lenguajes”.